# 腊久乡
腊久乡，是中华人民共和国西藏自治区昌都市洛隆县下辖的一个乡镇级行政单位。

## 行政区划
腊久乡下辖以下地区：
母许村、查瓦村、江玉村、八米村、巴堆村、多尼村、堆村、萨玛村、扎贡村和中瓦村。